# Bruno Kurzweil

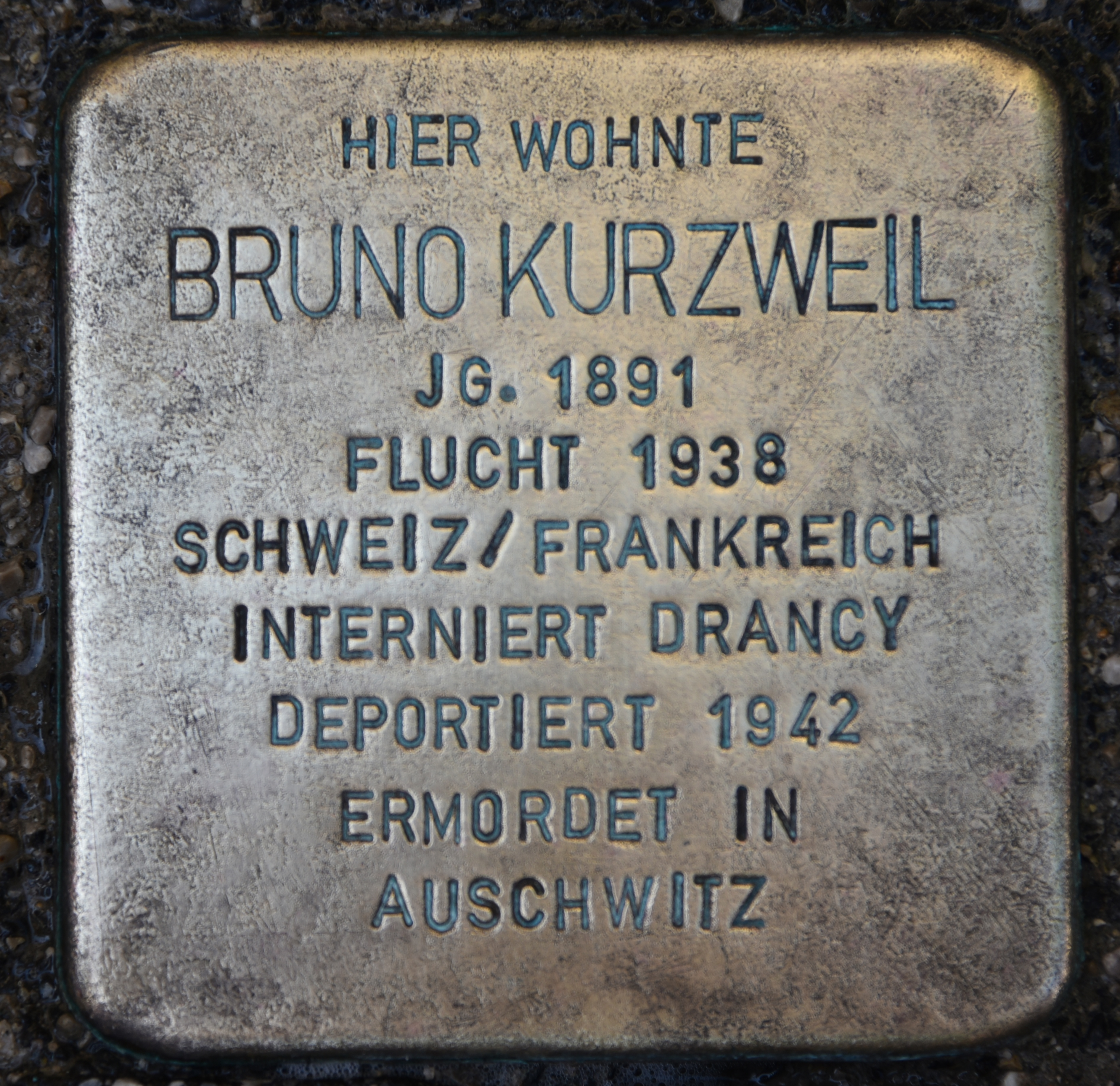
Stolperstein in Graz

Bruno Kurzweil (* 13. Jänner 1891 in Josefstadt, Böhmen, Österreich-Ungarn; † 9. September 1942 in Auschwitz) war ein österreichischer Rechtsanwalt jüdischer Herkunft, der während der Zeit des Nationalsozialismus im KZ Auschwitz ermordet wurde. Bekanntheit erlangten er und seine Familie, insbesondere Tochter Adele, ab 1990 durch einen Kofferfund an ihrem letzten Zufluchtsort Auvillar.

## Leben
Bruno Kurzweil kam 1891 im böhmischen Josefstadt als eines von vier Kindern des k. k. Stabsarztes Leo Kurzweil (1843–1918) und seiner Frau Adele († 1940) zur Welt. Noch vor der Jahrhundertwende zog die jüdische, aber nicht religiöse Familie nach Graz in die Steiermark. 1912 trat Kurzweil im Alter von 21 Jahren aus der israelitischen Kultusgemeinde aus. Er ließ sich katholisch auf den Namen Bruno Franz Paul taufen, trat zehn Jahre später aber auch aus der Kirche wieder aus.

### Ausbildung und Beruf
Nach Ablegen der Reifeprüfung am I. k. u. k. Staatsgymnasium Graz im Sommer 1909 studierte er Rechtswissenschaft an der juridischen Fakultät der Karl-Franzens-Universität. Zu seinen Lehrern gehörten unter anderem Gustav Hanausek, Anton Rintelen und Joseph Schumpeter. Wie aus einer von Muriel Buttinger verfassten Kurzbiografie für einen US-Visaantrag hervorgeht, engagierte sich Kurzweil bereits während seines Studiums in politischen Organisationen. So war er etwa in der studentischen Demokratiebewegung tätig, die sich gegen den nationalistischen und pangermanistischen Zeitgeist an den österreichischen Hochschulen richtete. Am 6. Mai 1914 wurde er zum Doktor der Rechte promoviert.
Während des Ersten Weltkriegs trat er laut Buttinger der Sozialdemokratischen Partei bei, um seinen Widerstand gegen die Kriegspolitik der alten Monarchie und ihre Allianz mit dem deutschen Imperialismus auszudrücken. Zur selben Zeit begann er als Konzipient in der Anwaltskanzlei von Arnold Eisler zu arbeiten. Aufgrund der häufigen Abwesenheit Eislers übernahm Kurzweil zunehmend dessen Tätigkeit als Parteianwalt. Nachdem Eisler 1925 nach Wien gegangen war, bestritten die beiden noch einige große Fälle für die Partei und einzelne Mitglieder, die sie über die Landesgrenzen der Steiermark hinaus bekannt machten und ins Visier der NSDAP brachten. 1927 erstatteten sie im Auftrag der Partei wegen mehrerer Tatbestände Anzeige gegen Walter Pfrimer, Leiter des Steirischen Heimatschutzes. Im März 1933 verteidigten Kurzweil und Eisler einen Funktionär der Sozialistischen Jungfront, dem vorgeworfen wurde, einen SA-Mann ermordet zu haben. Mit ihrer Argumentation erwirkten sie ein mildes Urteil, was bei den Nationalsozialisten für Proteste sorgte. Danach verteidigte Kurzweil, der auch in der Mietervereinigung aktiv war, weitere Jungfrontangehörige sowie Kommunisten im Kampf gegen Heimwehr und die Regierung Dollfuß.
Nach dem Verbot der Sozialdemokratischen Partei wurde Kurzweil im Februar 1934 erstmals vorsorglich inhaftiert.

### Privatleben

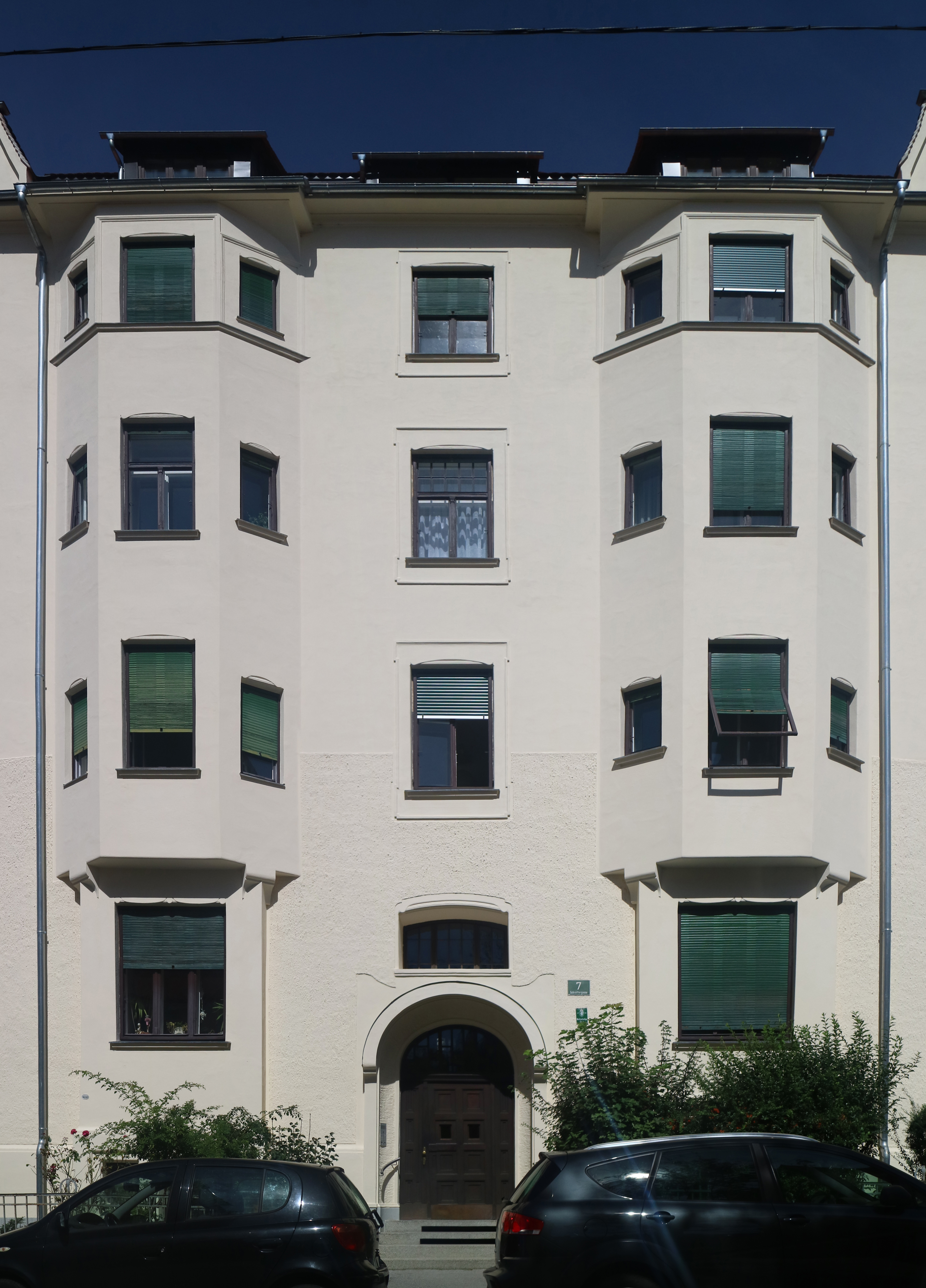
Haus Schröttergasse 7 in Graz-Geidorf (2020)

Am 28. November 1922 ehelichte Bruno Kurzweil die aus Schlesien stammende Gisela Trammer. Die einzige Tochter Adele wurde am 31. Jänner 1925 geboren. Wie bereits fünf Jahre zuvor der Vater, traten Mutter und Tochter Kurzweil Mitte des Jahres 1926 aus der israelitischen Kultusgemeinde aus. Nach der Hochzeit lebte die Familie in der Grazer Kirchengasse 15 (heute Schröttergasse 7) neben dem Architekten und späteren Widerstandskämpfer Herbert Eichholzer, der 1938 wie die Kurzweils nach Frankreich emigrierte.
Gemeinsam mit der Familie von Moritz Robinson, dem Chefredakteur der sozialdemokratischen Parteizeitung Arbeiterwille, besaßen die Kurzweils eine als Garten genutzte Bauparzelle in der Strauchergasse. Nach Februar 1935 ließen die Behörden den Garten umgraben, da sie ein Waffenversteck des Republikanischen Schutzbundes vermuteten. Erhaltene Fotos aus den Krisenjahren 1929 bis 1933 lassen auf einen gewissen Wohlstand der Familie Kurzweil schließen und zeigen Bruno mit seinem Auto sowie Familienurlaube in Barcelona, Cetinje, Korfu, Lošinj und Malta. Im „Verzeichnis über das Vermögen von Juden nach dem Stand vom 27. April 1938“ gab Bruno Kurzweil an, neben der Gartenparzelle über Wertpapiere, Spareinlagen und Versicherungspolicen zu verfügen. Diese finanziellen Sicherheiten hatte er sich mit wiederkehrenden zahlungskräftigen Klienten wie der Freien Gewerkschaft Steiermark und der Grazer Stadtverwaltung verdient.
Sämtliche Vermögenswerte wurden nach Deportation und Ermordung der Familie im Zuge der „Arisierung jüdischen Vermögens“ der Reichsfinanzverwaltung einverleibt.

### Flucht und Ermordung
Am 11. Juni 1938 – drei Monate nach dem „Anschluss“ – erhielt der durch seine Verbindungen zur Sozialdemokratie in Ungnade gefallene Kurzweil ein Schreiben der Anwaltskammer, in dem ihm ein vorläufiges Berufsverbot erteilt wurde. Er erkannte die drohende Gefahr und plante eine Auswanderung nach Australien, entschied sich schließlich aber wie die meisten seiner Parteifreunde für Frankreich. Am 1. Oktober verließ die Familie Kurzweil das Deutsche Reich und wanderte über Zürich nach Paris aus, wo sie sich in der Rue (de) Compans 55 niederließ. Der Familienvater schloss sich dem Auslandsbüro der österreichischen Sozialdemokratie um Otto Bauer an und schrieb Fachartikel über das Recht im Nationalsozialismus für die von der Auslandsvertretung österreichischer Sozialisten herausgegebene Zeitschrift Sozialistischer Kampf. Während er sich als Hörer bei der Alliance française einschrieb, absolvierte seine Frau Gisela eine Ausbildung zur Diplommasseurin, die sie im Sommer 1939 abschloss.
Nachdem alle aus Österreich Geflüchteten als „feindliche Ausländer“ eingestuft worden waren, wurde Bruno Kurzweil vorübergehend in einem Lager in Meslay-du-Maine interniert. Nach seiner Entlassung im Februar 1940 wurde er in der Zentralvereinigung österreichischer Emigranten tätig. In Folge des Überfalls auf die Niederlande und Belgien im Mai setzte sich die Auslandsvertretung der Sozialdemokraten auf Anraten des französischen Premiers Léon Blum nach Südfrankreich ab. Am 17. Juni ließ sich die Familie Kurzweil als Flüchtlinge aus Paris in Montauban registrieren. Von dort aus wanderten führende Parteifunktionäre in die USA aus, woraufhin Bruno Kurzweil die SDAP-Verlassenschaft übernahm. Gemeinsam mit Joseph Buttinger und dessen Ehefrau organisierte er Ausreisevisa für die USA und Mexiko für in Montauban gestrandete Genossen und Mitflüchtlinge.
Mit dem Ziel der „Endlösung der Judenfrage“ griffen die deutschen Behörden in Frankreich schärfer durch und spürten letztlich auch die Familie Kurzweil auf. Am 26. August 1942 wurden Bruno, Gisela und Adele Kurzweil in Auvillar nahe Montauban zusammen mit 170 weiteren Personen verhaftet und im Camp de Septfonds festgesetzt. Anfang September erfolgte der Weitertransport in das Sammellager Drancy. Mit Transport Nummer 30 wurde die Familie am 9. September nach Auschwitz deportiert und sofort nach der Ankunft ermordet.

## Rezeption
Bruno Kurzweil und vor allem Tochter Adele rückten ab 1990 an ihrem langjährigen Lebensmittelpunkt Graz sowie an ihrem letzten Wohn- und Zufluchtsort in Südfrankreich in das Bewusstsein der Öffentlichkeit. Mehrere in einem Depot der Polizeistation von Auvillar gefundene Koffer, später als „Koffer der Adele Kurzweil“ zusammengefasst, wurden zum Ausgangspunkt einer grenzüberschreitenden Projektarbeit französischer und Grazer Schüler, die unter anderem den Lebensweg der Familie nachzeichnete.
Der Historiker Heimo Halbrainer, der sich parallel dazu mit dem Fall beschäftigte, äußerte die Vermutung, Bruno Kurzweil habe sich unter dem Vichy-Regime in Sicherheit gewähnt, was erklären würde, warum er sich und seine Familie 1941 als Juden hatte registrieren lassen, anstatt in die Illegalität unterzutauchen. Halbrainers Einschätzungen zufolge wäre Adele Kurzweil mit einem Visum rechtzeitig zu retten gewesen, ihr Vater bestand aber wohl darauf, die Familie zusammenzuhalten.
Im Andenken an Bruno Kurzweil wurde am 4. Juli 2014 ein Stolperstein an seiner Grazer Wohnadresse (heute Schröttergasse 7) verlegt.

## Anmerkung
1. ↑  Der biographische Text von Heimo Halbrainer stützt sich auf verschiedene Akte aus dem Nachlass von Muriel Morris Buttinger. Diese sind im Dokumentationsarchiv des österreichischen Widerstandes unter den Nummern 18.882, 18.884 und 18.886 archiviert. Weitere Quellen waren das Archiv der Israelitischen Kultusgemeinde Graz sowie Dokumente der Familie Kurzweil, die sich in den Koffern befanden und im Musée de la résistance et de la déportation in Montauban archiviert wurden.